# Eva Sørensen
Eva Sørensen (nació el 12 de febrero de 1940-31 de diciembre de 2019) fue una prolífica escultora y ceramista danesa cuyos trabajos con granito y mármol están exhibidos en museos y espacios públicos por toda Dinamarca.

## Biografía
Nacida en Herning el 14 de febrero de 1940, Sørensen era la hija del fabricante Niels Sørensen y Magda Johanne Benedikte Thomasen. Después de matricularse en el Herning Gymnasium en 1958, se mudó a Copenhague donde se convirtió en aprendiz con el pintor Mogens Andersen. A pesar de que es una escultora reconocida, inicialmente estaba interesada en cerámicas. Consciente de que  necesitaba proseguir sus estudios en el extranjero, en 1959 se fue a París donde estudió en la Académie du Feu con László Szabó. Al año siguiente  regresó a Dinamarca donde se convirtió en estudiante  del ceramista Christian Poulsen en Lyngby. Después  estudió en Faenza, Italia, en el Istituto statale d'arte per la ceramica donde se centró en la escultura de terracota.
Tras convertirse en una de las ceramistas más importantes de Dinamarca en la década de 1960, a comienzos de la década de 1970 se asentó inicialmente en Pietrasanta cerca de Pisa y más tarde en el Lago Maggiore para crear trabajos mucho más grandes en granito.
Murió en la Nochevieja de 2019, a la edad de 79 años.